# 賈宗悌
贾宗悌（1574年—？），字敬仲，號石燕，浙江湖州府武康县匠籍，明朝政治人物。

## 生平
萬曆三十一年（1603年）癸卯科浙江乡试举人，三十五年丁未科进士，大理寺观政，本年八月授河南永宁县知县，三十七年河南同考，四十一年升工部主事，四十四年升员外，四十五年升郎中，四十六年升潮州知府。

## 家族
曾祖贾仁。祖父贾昌。父贾玘。母章氏。具庆下。兄宗孝。